# کنترل بیماری
کنترل بیماری عبارتست از برنامه‌ها و عملیاتی که به طور پیوسته با هدف کاهش بروز، شیوع یا حتی ریشه‌کنی کامل یک بیماری انجام می‌شود.